# Nané Lénard

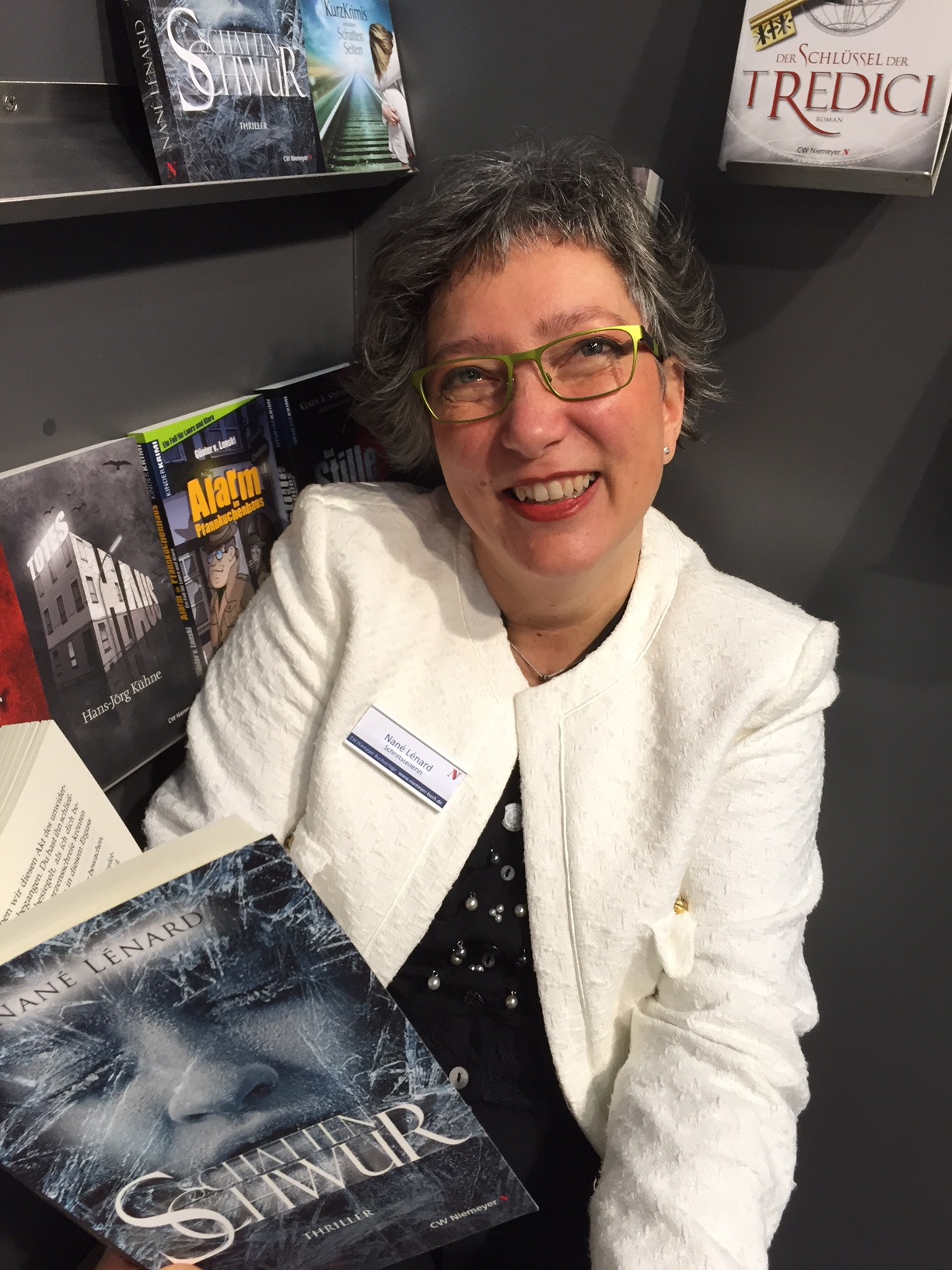
Nané Lénard (2015)

Nané Lénard (bürgerlicher Name Nicolé-Annette Holzendorff, geb. Leonhard, * 21. Juli 1965 in Bückeburg) ist eine deutsche Schriftstellerin von Lyrik, Kurzgeschichten und Regionalkriminalromanen.

## Leben
Nach dem Abitur absolvierte sie eine Ausbildung im medizinischen Bereich. Später studierte Lénard Rechts- und Sozialwissenschaften sowie Neue Deutsche Literaturwissenschaften.
Ab 1998 arbeitete sie als freie Journalistin. Seit 2009 war Lénard im Bereich Marketing und Redaktion für verschiedene Unternehmen tätig. Seit 2014 ist sie freiberufliche Schriftstellerin und verfasst neben Kriminalromanen auch Kurzgeschichten und Lyrik.
Beim Literaturwettbewerb von Niedersachsen und Bremen belegte sie mit Helmut den zweiten Platz. Platz 3 und 10 erlangte sie beim Wettbewerb Bückeburg mordet. 
Im April 2011 veröffentlichte Lénard als Debütroman den Weserbergland-Kriminalroman SchattenHaut bei CW Niemeyer Buchverlage in Hameln. Die Schatten-Krimi-Serie mit den Kommissaren Wolf Hetzer und Peter Kruse umfasst bislang zwölf Bände.
Im Jahr 2016 erschien der erste Band der Friesen-Krimis, ebenfalls erschienen bei den CW Niemeyer Buchverlagen. Bislang ermittelten Oma Pusch und ihre Freundin Rita in neun unterhaltsamen und skurrilen Fällen.
Lénard lebt in Bückeburg, ist verheiratet und hat zwei erwachsene Kinder.

## Werke
- SchattenHaut. Niemeyer, Hameln 2011, ISBN 978-3-8271-9403-9
- SchattenWolf. Niemeyer, Hameln 2011, ISBN 978-3-8271-9407-7
- SchattenGift. Niemeyer, Hameln 2012, ISBN 978-3-8271-9412-1
- SchattenTod. Niemeyer, Hameln 2012, ISBN 978-3-8271-9415-2
- SchattenGrab. Niemeyer, Hameln 2013, ISBN 978-3-8271-9422-0
- KurzKrimis und andere SchattenSeiten. Niemeyer, Hameln 2013, ISBN 978-3-8271-9419-0
- SchattenSchwur. Niemeyer, Hameln 2014, ISBN 978-3-8271-9430-5
- SchattenSucht. Niemeyer, Hameln 2015, ISBN 978-3-8271-9435-0
- FriesenNerz. Niemeyer, Hameln 2016, ISBN 978-3-8271-9441-1
- SchattenGier. Niemeyer, Hameln 2016, ISBN 978-3-8271-9442-8
- FriesenGeist. Niemeyer, Hameln 2017, ISBN 978-3-8271-9518-0
- SchattenZorn. Niemeyer, Hameln 2017, ISBN 978-3-8271-9472-5
- FriesenSpiel. Niemeyer, Hameln 2018, ISBN 978-3-8271-9532-6
- SchattenQual. Niemeyer, Hameln 2018, ISBN 978-3-8271-9488-6
- FriesenLust. Niemeyer, Hameln 2019, ISBN 978-3-8271-9494-7
- SchattenSchuld. Niemeyer, Hameln 2019, ISBN 978-3-8271-9536-4
- FriesenSchmutz. Niemeyer, Hameln 2020, ISBN 978-3-8271-9553-1
- SchattenSchnee. Niemeyer, Hameln 2020, ISBN 978-3-827-19576-0
- FriesenFlut. Niemeyer, Hameln 2021, ISBN 978-3-827-19389-6
- FriesenWitz. Niemeyer, Hameln 2022, ISBN 978-3-827-19377-3
- FriesenBiss. Niemeyer, Hameln 2023, ISBN 978-3-8271-9346-9
- Weihnachtsanektötchen – Spannende Geschichten aus dem Weserbergland. Niemeyer, Hameln 2023, ISBN 978-3-8271-9332-2
- FriesenGlut. Niemeyer, Hameln 2024, ISBN 978-3-8271-9322-3